# 民族联合党 (芬兰)

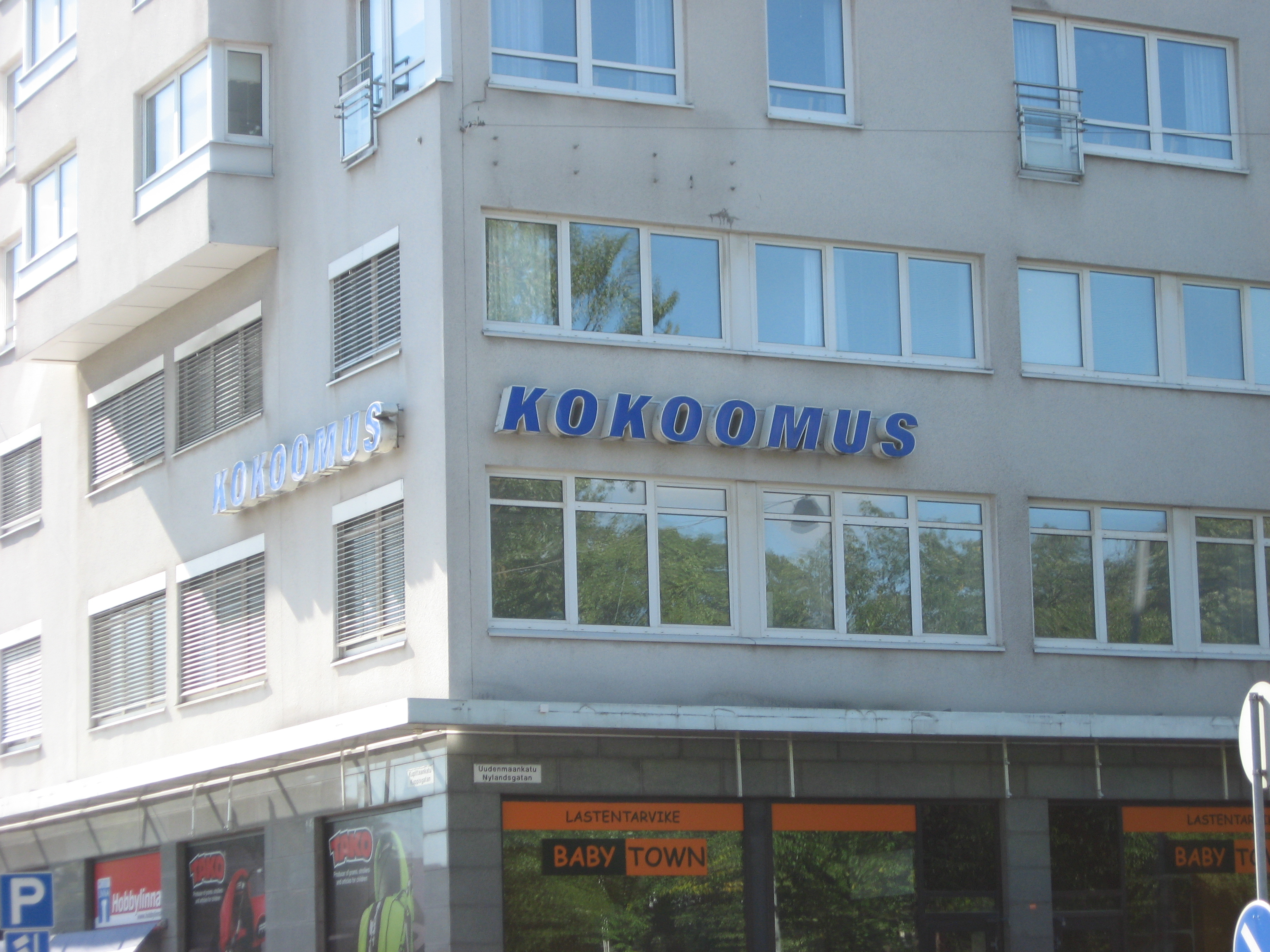
芬兰民族联合党圖爾庫辦公室

民族联合党（芬蘭語：Kansallinen Kokoomus r.p.），為芬兰自由保守主義政党，1918年成立。在2023年芬兰大选后为议会第一大党，现主席为彼得里·奥尔波。
民族聯合黨與正统芬兰人党及社會民主黨並列芬蘭三大政黨。該黨政策以「個人自由與責任、平等、西方民主與經濟制度、人性化原則與關懷」為基礎。民族聯合黨為強烈的親歐政黨，目前為歐洲人民黨成員。

## 歷史
自1987年起民族聯合黨參加過多屆聯合政府。
2008年地方選舉，民族聯合黨超越中間黨成為最受歡迎政黨。
2011年議會選舉，該黨拿下44席，成為議會第一大黨。其後與社民黨等組建六黨中間派聯合政府。
2015年议会选举，该党获得200席位中的37位，成为议会中第三大党，按得票率18.2%来排的话为第二大党。之后与正统芬兰人党一起参与由中间党主导的中間偏右联合政府。
2023年議會選舉中，該黨取得48席，得票率達20.8%，成為議會第一大黨。

## 意識形態與選民基礎
民族聯合黨希望建立一個「由個人選擇、期望和需求設定發展方向的社會」。
該黨捍衛個人自由與提倡人們選擇的機會，但不忽略每個人對自己人生、同胞與環境的責任。意識形態結合自由與責任、民主和平等。民族聯合黨的基本價值是教育、寬容、獎勵與關懷。
該黨支持加入北大西洋公約組織。該黨希望「建立經濟和政治面強大的歐盟，我們展望歐盟將是世界政治上更有效率且更為重要的角色」。
2008年民調顯示，民族聯合黨是芬蘭人最支持的政黨。越來越多民眾入黨，而其他兩大政黨正在衰退。
三個主要政黨中，民族聯合黨女性比例最高，並且是年輕人最支持的政黨。
該黨在南芬蘭城市中有大量支持者，並獲得企業家的歡迎，該黨不同於其他歐洲自由保守主義政黨，其支持主要在城中，而非在郊區。

## 組織
民族聯合學生聯盟（Student Union of National Coalition）是芬蘭最大的學生政治運動團體。
該黨的「婦女聯盟」（芬蘭語：Kokoomuksen Naisten Liitto, Kokoomusnaiset）聚集婦女，專注在改善芬蘭與世界的性別平等。他們認為「男女應有同樣的機會和權利來生活、成長、接受教育、參與、工作與照顧」。
許多移民加入「國家移民團體」（芬蘭語：Kansalliset Maahanmuuttajat, Kamut），由圖爾庫出身的土耳其裔 Hülya Kytö 為首的移民團體。

## 历任党主席
- 胡戈·苏奥拉赫蒂（Hugo Suolahti，1918–1919）
- 埃米尔·内斯托·塞泰莱（Eemil Nestor Setälä，1920）
- 安蒂·图伦海莫（Antti Tulenheimo，1921–1924）
- 胡戈·苏奥拉赫蒂（Hugo Suolahti，1925）
- 屈厄斯蒂·哈塔亚（Kyösti Haataja，1926–1932）
- 帕沃·维尔库宁（Paavo Virkkunen，1932–1933）
- 尤霍·库斯蒂·巴锡基维（Juho Kusti Paasikivi，1934–1936）
- 佩卡·彭纳宁（Pekka Pennanen，1936–1942）
- 埃德温·林科米耶斯（Edwin Linkomies，1943–1944）
- 库斯塔·弗雷德里克·莱赫托宁（K. F. Lehtonen，1945）
- 阿尔沃·萨尔米宁（Arvo Salminen，1946–1954）
- 尤西·绍科宁（Jussi Saukkonen，1955–1965）
- 尤哈·里赫特涅米（Juha Rihtniemi，1965–1971）
- 哈里·霍尔克里（Harri Holkeri，1971–1979）
- 伊尔卡·索米宁（Ilkka Suominen，1979–1991）
- 佩尔蒂·萨洛莱宁（Pertti Salolainen，1991－1994）
- 绍利·尼尼斯托（Sauli Niinistö，1994－2001）
- 维勒·伊泰莱（Ville Itälä，2001－2004）
- 于尔基·卡泰宁（Jyrki Katainen，2004－2014）
- 亚历山大·斯图布（Alexander Stubb，2014－2016）
- 彼得里·奥尔波（Petteri Orpo，2016－）